# Natami
Natami (akronim Native Amiga) – rekonstrukcja komputera Amiga w postaci nowej płyty głównej zaprojektowanej przez Thomasa Hirscha i Zespół Natami. Projekt Natami jest implementacją układów specjalizowanych Amigi w technologii FPGA. Jego celem jest być w pełni kompatybilnym z oryginalnym AmigaOS, jak i wysoce kompatybilnym na poziomie sprzętowym. Natami umożliwi bezpośrednie odwołania do sprzętu, jak w oryginalnej Amidze. Finalna wersja deweloperska płyty głównej Natami jest spodziewana w pierwszym kwartale 2011 roku. Źródła HDL do programowania FPGA są zamknięte. Wybranym językiem programowania sprzętu jest firmowy język opisu sprzętu firmy Altera.
Na początku 2008 roku zaprezentowano prototyp płyty głównej tego komputera.
18 września 2009, Zespół ujawnił. wersję „evaluation” płyty głównej Natami. Podczas gdy prototyp był oparty na płycie głównej C-One, Natami 16 LX jest całkowicie nową płytą, która będzie podstawą dla nadchodzącej wersji deweloperskiej. Ponadto płyta Natami 16 LX służy do weryfikacji założeń projektowych sprzętu i peryferiów.
13 lutego 2011 Thomas Hirsch opublikował zdjęcia Natami w wersji deweloperskiej MX, która będzie także wersją do sprzedaży. Płyta posiada m.in. 64-bitowy kontroler pamięci DDR2, 512 MB DDR2, port DVI-I, port Ethernet, porty USB 2.0, Compact Flash, IDE umożliwiający podłączenie twardego dysku od starej Amigi, wyjścia S/PDIF, złącze zasilania ATX. Szacowana przepuistowość pamięci dla płyty Natami MX to minimum 800 MB/s. Procesor 68050 umieszczany w FPGA posiada szacowaną wydajność jak 500 MHz 68030. Na chwilę obecną trwają prace nad oprogramowaniem logiki płyty MX.
W odróżnieniu od projektu Minimig, ograniczającego się do najpopularniejszego modelu (Amigi 500) Natami ma implementować funkcjonalność także nowszych modeli, a także ją rozszerzyć według koncepcji projektantów (wsparcie dla grafiki 3D, wyeliminowanie wąskich gardeł oryginału etc.). Obecna, przedprodukcyjna wersja Natami oparta jest na procesorze MC68060 i chipsecie SuperAGA, kompatybilnym z AGA, lecz o nieporównywalnie większych możliwościach (natywne tryby chunky, 24-bitowe tryby kolorów, wysokie rozdzielczości, także HD).
Natami będzie także odczytywać i zapisywać oryginalne amigowe dyskietki. O tym, jak wysoce kompatybilna jest Natami z oryginalną Amigą świadczy opublikowane na serwisie YouTube wideo, pokazujące Natami z działającą grą Great Giana Sisters, która ma bardzo duże wymagania pod względem kompatybilności.

## Specyfikacja

### Płyta Natami 64 MX
Wersja deweloperska płyty NatAmi.
- Pamięć
  - 256MB ChipRAM (max)
  - 256MB FastRAM (max)

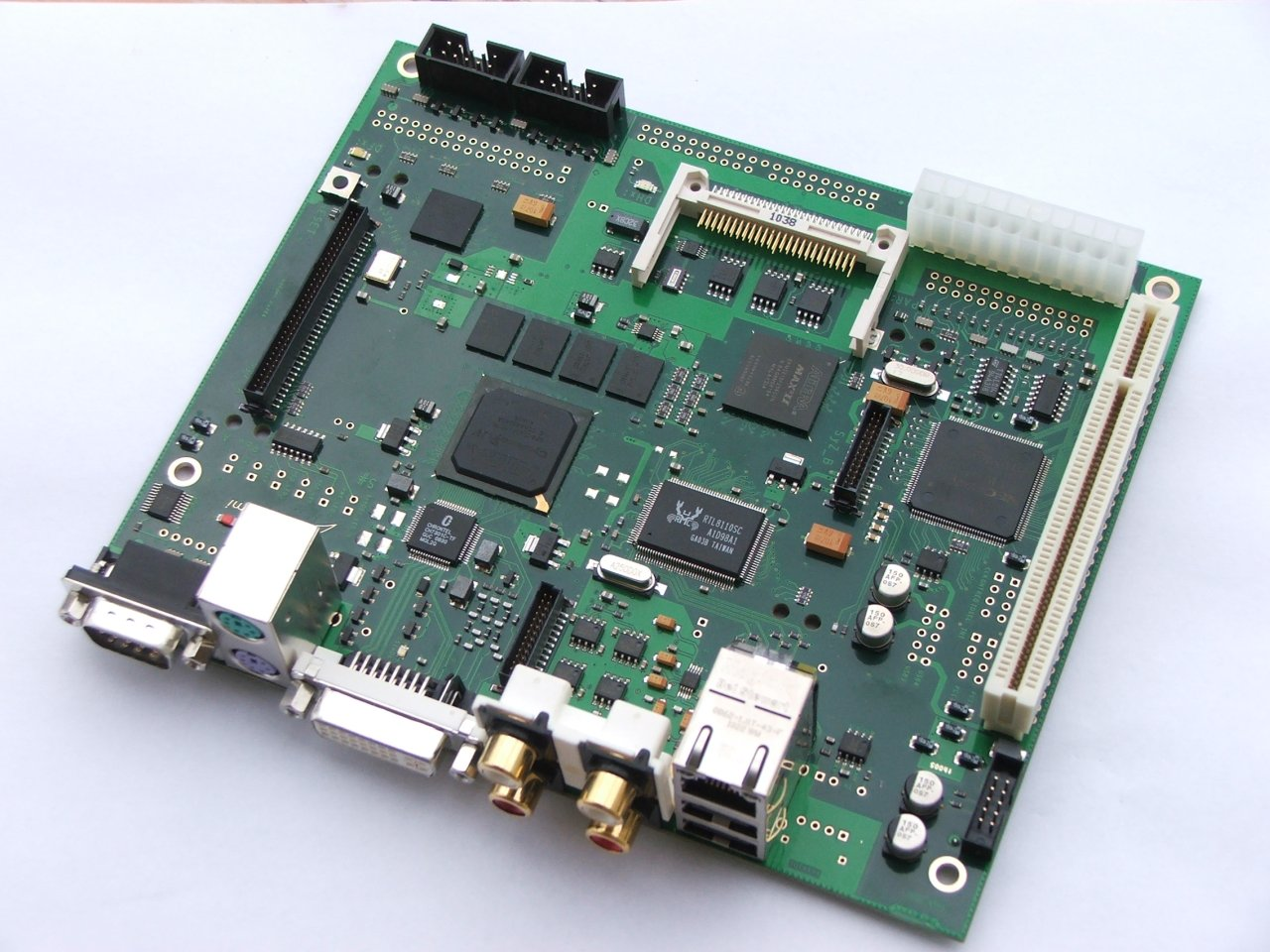
NatAmi 64 MX board

  - całkowita ilość pamięci: 512 MB DDR2
- Grafika
  - wyjście DVI-I (cyfrowe i analogowe), 31 kHz video out, 15 kHz video out, 15 kHz video in
- Dźwięk
  - audio in, audio out, S/PDIF
- Porty
  - port Ethernet
  - SyncZorro, PCI, 3,5" IDE, Compact Flash,
  - port USB 2.0
  - port szeregowy, port równoległy, klawiatura ps/2, mysz ps/2, stacja dyskietek, porty joysticków

### Płyta NatAmi 16 LX
Wersja „evaluation” płyty NatAmi.
- Pamięć
  - 128MB ChipRAM (max)
  - 128MB FastRAM (max)
- Grafika
  - 31 kHz video out, 15 kHz video out, 15 kHz video in
- Dźwięk
  - audio in, audio out
- Porty

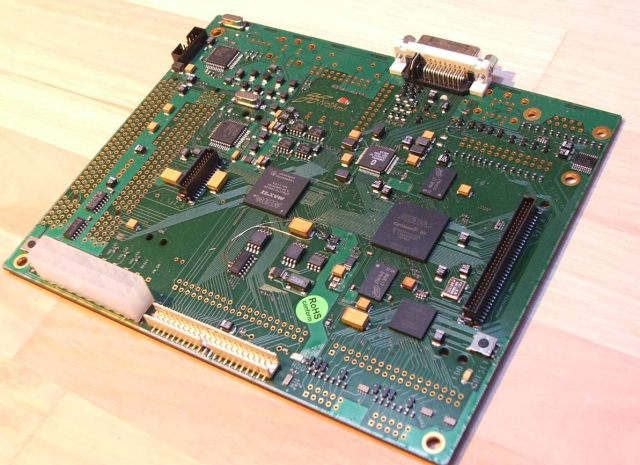
NatAmi 16 LX baseboard.

  - SyncZorro, PCI, 2,5" IDE, 3,5" IDE
  - prosty (1.1) port USB
  - port szeregowy, port równoległy, klawiatura ps/2, mysz ps/2, stacja dyskietek, porty joystick’ów

Ostateczna wersja deweloperska Natami MX będzie posiadać 512 MB 32-bitowego DDR2 RAM, zamiast 256 MB jak na płycie Natami 16 LX.

### Finalna wersja deweloperska
Natami nie będzie kartą rozszerzeń, lecz kompletną płytą główną, której celem jest kompatybilność z oryginalnym AmigaOS firmy Commodore. Ponadto Natami zaoferuje niespotykanie wysoką kompatybilność sprzętową z Amigą. Na przykład specjalnie zaprojektowany dla Natami procesor 68050 jest bardziej kompatybilny wstecz niż 68040/060.
- Procesor/CPU
  - Motorola 68060 CPU dla natychmiastowej kompatybilności z oprogramowaniem dla AmigaOS
  - 68050, nowy, kompatybilny z 68k procesor dla wysokiej kompatybilności, dobrej wydajności i niskich kosztów.
  - slot rozszerzeń CPU (pozwala na upgrade do innego procesora)
- Pamięć
  - 256 MB ChipRAM DDR2 SDRAM
  - 256 MB FastRAM DDR2 SDRAM
- Grafika
  - Tami, zintegrowany układ obliczeń trójwymiarowych i mapowania tekstur.
  - Układ SuperAGA (kompatybilny z AGA)
  - Wspierane rozdzielczości: 320x256 – 1280x1024
  - Wspierane tryby kolorów:
    - Planar 1-8 Planes
    - HAM 6/8
    - 8-bit Chunky
    - 16-bit Hicolor
    - 32-bit Truecolor
    - Planowane i potwierdzone: 24-bit tryb Hybrid Chunky-Planar z trzema 8-bitowymi Byte-Planes chunks dla każdej z trzech składowych RGB.
- Dźwięk
  - ponad 4 sprzętowe kanały audio (jak w układzie Paula)
  - 24bitowy dźwięk ze wsparciem dla sampli 16bitowych
  - Wsparcie sprzętowe dla miksowania nieograniczonej liczby kanałów
- Copper kompatybilny z oryginalnym copper’em AGA
- SuperBlitter kompatybilny z oryginalnym blitter’em AGA
- Kontroler stacji dysków podwójnej gęstości (1.76 MB) kompatybilny z Amigą przy użyciu standardowej stacji dysków PC (1.44 MB)
- Kontroler dysków IDE 3,5" kompatybilny wstecz z Amigą z obsługą PIO i DMA
- Port PCI (dla przyszłych rozszerzeń)
- Port Ethernet
- kontroler USB